# Themara nigrifacies
Themara nigrifacies är en tvåvingeart som först beskrevs av Perkins 1938.  Themara nigrifacies ingår i släktet Themara och familjen borrflugor. Inga underarter finns listade i Catalogue of Life.